# Загоричански манастир
Загоричанският манастир „Света Параскева“ (на гръцки: Μονή Αγίας Παρασκευής) е манастир в Егейска Македония, Гърция. Манастирът е разположен в областта Пополе край село Загоричани, днес Василиада, на територията на дем Костур.
Основан е в 1967 година от архимандрит Севастиан Стефанопулос в местността Котори (Котери) между Загоричани и Куманичево, където е имало малка църква, посветена на „Света Параскева“. Църквата е разрушена (запазена е на снимки) в 1969 година и в 1970 година е построена нова трикорабна базилика и манастирски конаци. Първоначално до 1991 година манастирът е метох на съседния голям манастир „Свети Врач“. В 1991 година е построена нова трикорабна църква с куполи, която служи като католикон. Според преброяването от 2001 година манастирът има 34 жители. Край него се появява селото Света Параскева.